# Pentagon MASCAL
Das Pentagon MASCAL (Pentagon Mass Casualty Exercise, oftmals auch Project Mascal) war eine planspielartige Übung zum Massenanfall von Verletzten vom 24. bis 26. Oktober 2000 im Konferenzraum des Office of the Secretary of Defense. Die Übung beinhaltete das Szenario eines Unfalls, bei dem ein Flugzeug in das Pentagon stürzt.
Die Übung, für die Gebäudemodelle und Spielzeugautos benutzt wurden, beinhaltete 17 Rettungsdienste, die miteinander ein bis drei Wochen lang kooperieren müssten. Sie endete mit 341 angenommenen Todesopfern. Die Szenarien dienten dazu, bei Unfällen oder in anderen Szenarien behandelten Terroranschlägen größeren Ausmaßes eine Zusammenarbeit der Rettungskräfte sicherzustellen.

## Verschwörungstheorien
Nach den Terroranschlägen am 11. September 2001, bei dem tatsächlich ein entführtes Flugzeug ins Pentagon gesteuert wurde, hielten Verschwörungstheorien zum 11. September 2001 die Vereinigten Staaten für den Urheber der Anschläge und MASCAL für eine Vorbereitung darauf.
Ein Pilot des am 11. September entführten American-Airlines-Fluges 77, Charles Burlingame, sollte nach Darstellung des Amateurfilms Loose Change als ehemaliger F4-Pilot an der Übung teilgenommen haben und erst wenige Monate vor den Anschlägen seine Arbeit bei American Airlines angetreten haben, nachdem er zuvor jahrelang im Verteidigungsministerium gearbeitet hatte. Eine Untersuchung durch die Internetseite 911myths.com widerlegte diese Behauptung. Burlingame war demnach bereits seit 1979 bei American Airlines tätig und arbeitete bis 1996 im Pentagon. Er habe zwar Anti-Terror-Strategien entwickelt, aber eine Teilnahme an MASCAL sei nicht nachweisbar. Der einzige korrekte Teil sei, dass Burlingame tatsächlich irgendwann Flugzeuge des Typs F4 als Pilot der Navy geflogen habe.